# چهارقاپی (دره‌شهر)
چهارقاپی (چهارطاقی) مربوط به قرون اولیه اسلامی است و در شهرستان دره شهر، جنب روستای سرخ آباد واقع شده و این اثر در تاریخ ۲۲ تیر ۱۳۷۹ با شماره ثبت ۲۷۴۶ به‌عنوان یکی از آثار ملی ایران به ثبت رسیده است.